# Ahmed al-Ali
Ahmed Faisal Mohammad al-Ali (* 27. Juli 1987) ist ein jordanischer Fußballschiedsrichter.
Seit 2016 steht al-Ali auf der Liste der FIFA-Schiedsrichter und leitet internationale Fußballpartien, unter anderem in der AFC Champions League und im AFC Cup.
Al-Ali war als Schiedsrichter unter anderem bei der U-19-Asienmeisterschaft 2018 in Indonesien, bei der U-17-Asienmeisterschaft 2023 in Thailand, bei der U-23-Asienmeisterschaft 2024 in Katar, in der asiatischen Qualifikation für die Weltmeisterschaften 2022 und 2026 sowie bei diversen Qualifikations- und Freundschaftsspielen im Einsatz. Zudem wurde er für die Asienmeisterschaft 2019 in den Vereinigten Arabischen Emiraten und die U-23-Asienmeisterschaft 2020 in Thailand nominiert, jedoch bei beiden Turnieren nur als Torrichter eingesetzt.